# جون هيوز (كاتب)
جون هيوز (بالإنجليزية: John Hughes)‏ هو كاتب أسترالي، ولد في 1961.